# 16395 Ioannpravednyj
A 16395 Ioannpravednyj (ideiglenes jelöléssel 1981 US14) a Naprendszer kisbolygóövében található aszteroida. Ljudmila Ivanovna Csernih fedezte fel 1981. október 23-án.